# Norrisanima
Norrisanima miocaena — вимерлий вид Balaenopteroidea з пізнього міоцену Каліфорнії. Спочатку вважався видом Megaptera, але тепер вважається стовбуровим баленоптероїдом.

## Таксономія
Голотипом цього виду є USNM 10300, частковий череп з формації Монтерей пізнього міоцену (тортону) Ломпок, Каліфорнія. Хоча раніше входив до того ж роду, що і горбатий кит, "M." miocaena відрізняється тим, що має меншу вентральну роздуту барабанну буллу, короткі і прямокутні носові ходи та ін.

## Випадки
Голотип Норрісаніма був зібраний з Ломпока в окрузі Санта-Барбара, штат Каліфорнія, але наступні останки, віднесені до цього таксону, були знайдені у формації Пурісіма в Північній Каліфорнії та у формації Сан-Дієго та Сан-Матео в Сан-Дієго.